# PAPI

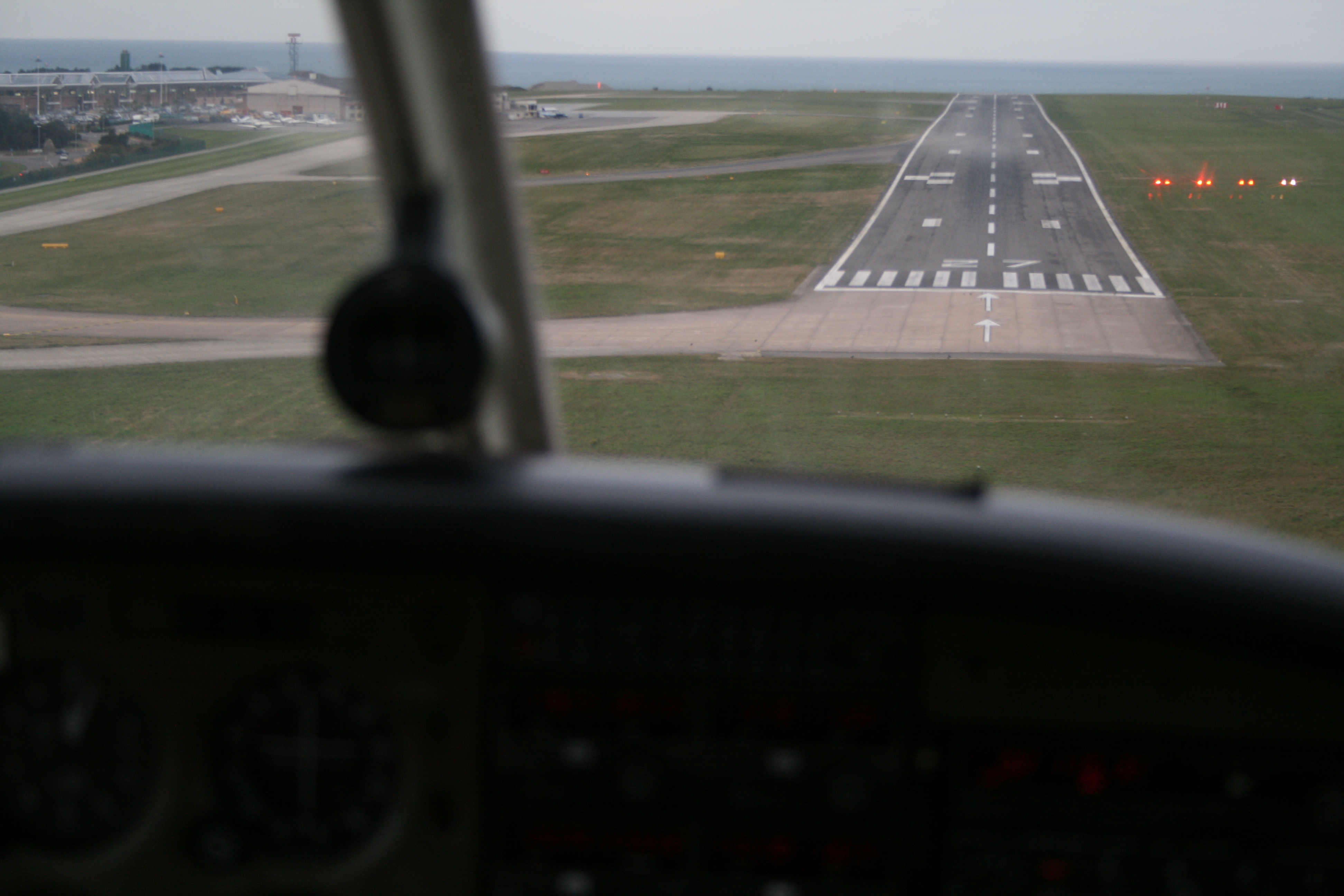
ジャージー空港（イギリス）滑走路27の例。ここでは右側に設置されている。飛行機はグライドパスの下側にある。

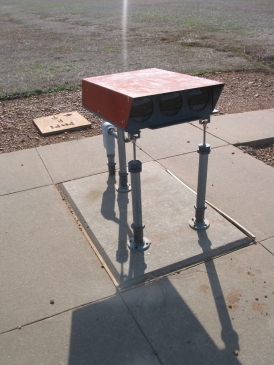
PAPI 4灯のうちの1台。同様の表示灯が残り3台設置されている。

PAPI（パピ、Precision Approach Path Indicator）とは、飛行場灯火のうち進入角指示灯の1つで、着陸しようとする航空機に適正な進入降下角度を示すために、航空機から見て滑走路の左側に設置された表示灯である（国や空港によっては設置位置が右側や両側の場合もある）。横一列の4灯で構成され、それぞれが航空機に向けて赤および白を発光し、航空機からはそれぞれが赤または白に見える。

## 概要
航空機の適正な進入降下角度は一般的に3度とされており、空港の滑走路端付近から照射されている計器着陸装置(ILS)のグライドパスも一般的に3°に設定されている。PAPIは、その見え方の違いによりパイロットへ適正な進入降下角度3°を可視光にて伝える。ただし、地理条件などにより進入降下角度が異なり、空港ごとに調整されている。例として千歳基地の2.7°、かつての小松空港の2.5°等である。計器着陸装置 (ILS) のある滑走路に設置が義務付けられているが、ILSがなくとも設置されている滑走路も多い。
同様の設備にVASISがあるが、より高精度のPAPIにとってかわられている。日本国内では全て置き換えが完了しており、現在VASISは存在していない。
PAPI灯火の設置位置は、滑走路末端通過時の航空機の車輪クリアランスが9メートル（1200メートル以上の滑走路）となるようなMEHT (Minimum pilot's eye height over the threshold) によってILSグライドスロープと同じところか、またはその前方へ120メートル以内とされている。大型機のMEHTに合わせて設置されている滑走路に小型機がPAPIのオングライドパスで進入すると、通常の接地位置より前方に接地することになる。
ただし、滑走路が1080メートル未満の空港に設置される場合は、簡易型PAPI (A-PAPI) となる。こちらは2灯式である。
各灯器は澄んだ大気中において7.4キロメートル（4ノーティカルマイル）、A-PAPIでは4.5キロメートル（2.4ノーティカルマイル）から視認でき、滑走路末端まで正確な進入角を提供するように設計されている。
また、ヘリコプター用の進入角指示灯 (HAPI : Helicopter Approach Path Indicator) もある。これは1個のユニットが緑の明滅/緑の不動光/赤の不動光/赤の明滅と変化し、それぞれ高い/適正/低い/低すぎる（危険）を示す灯火である。周囲の状況や性能に応じて1° - 12°の任意の進入角を設定することができ、一つのHAPIで複数の進入方向に対応できるものもある。ただし、日本の公共ヘリポートには現在設置されていない。

## 操縦席からの見え方
（公称進入角3°、左側設置のPAPIの場合）
4灯全てが白
進入降下コースよりかなり高いこと（ILSなしで3°30′以上、ILSありで3°35′以上）を示している。進入降下角度をより深くして適正な降下コースに乗る必要がある。
左3灯が白、右1灯が赤
進入降下コースよりやや高いこと（ILSなしで3°10′ - 3°30′、ILSありで3°15′ - 3°35′）を示している。進入降下角度をやや深くして適正な降下コースに乗る必要がある。
左2灯が白、右2灯が赤
進入降下角度が適正な範囲にあること（ILSなしで2°50′ - 3°10′、ILSありで2°45′ - 3°15′）を示している。適正な降下コースに乗って進入する限り、着陸寸前の機首上げまで「白2赤2」が見え続ける。
左1灯が白、右3灯が赤
進入降下コースよりやや低いこと（ILSなしで2°30′ - 2°50′、ILSありで2°25′ - 2°45′）を示している。進入降下角度をやや浅くして適正な降下コースに乗る必要がある。
4灯全てが赤
進入降下コースよりかなり低いこと（ILSなしで2°30′以下、ILSありで2°25′以下）を示している。進入降下角度をより浅くして適正な降下コースに乗る必要がある。
滑走路の右側に（も）設置される場合、右側の灯火の色は左側のものと対称となるよう、外側が白・内側が赤となる。